# Mastodon (mjukvara)
Mastodon är en mjukvara med fri och öppen källkod som används för driva mikrobloggar. Funktionerna liknar de som plattformen Twitter har. Mjukvaran används av ett antal självständiga noder. Dessa kallas "instanser" och drivs av olika aktörer. Varje Mastodon-användare har ett användarkonto i en specifik instans. Dessa instanser kan sedan prata med varandra genom en öppen Internet-standard som är skapad av standardiseringsorganet W3C. 
Denna standard möjliggör för instanser att prata med varandra genom standarden Activitypub som är ett kommunikationsprotokoll. Det är i slutändan det här som möjliggör att låta användare från olika Mastodon-instanser kommunicera med varandra. Detta sätt fungerar likt hur e-post fungerar med SMTP för decentraliserad kommunikation. Genom att Mastodon använder Activitypub utgör det en del av ett decentraliserat socialt nätverk som inte kräver att finnas på en viss instans. I längden utgör detta grunden för skapandet av Nätgemenskap.
Mastodon är byggt kring olika flöden som även kan kallas tidslinjer. De flöden användaren väljer att följa efter eget intresse finns under ”Hem”. Flöden från andra användare som är på samma lokala instans finns att se under flödet ”lokal tidslinje”. För att se andra instansers användare finns en global tidslinje som visar inlägg samlade genom ”federering” - en sammanslagning av inlägg från alla instanser i nätverket. De olika tidslinjerna gör det enkelt att både följa användare som man finner är intressanta och att växla till de lokala eller globala tidslinjerna för att få mer översiktliga flöden. Det går även att använda taggning och söka på så kallade hashtags.
Exempel på aktörer som driver egen instans av Mastodon:
- Europeiska Unionen[6]: EU Voice
- SUNET (del av Vetenskapsrådet): Sunet Social
- Den federala kommissionären för dataskydd och informationsfrihet i Tyskland - BfDi[7]: social.bund.de

## Teknik och struktur
Det finns en uppsjö olika klienter för att läsa och posta på tidslinjerna på de flesta plattformar såsom Windows, macOS, Linux, Android och iOS. De flesta noderna går att komma åt direkt via alla moderna webbläsare som Mozilla Firefox, Tor Browser, Chromium-baserade webbläsare som Chromium, Google Chrome, Microsoft Edge, Opera och Vivaldi.
Mastodons noder är självständiga instanser som drivs av privatpersoner och organisationer om vartannat i en decentraliserad struktur. För att kunna skriva på Mastodon och skapa en egen tidslinje behöver användaren skapa ett konto på en Mastodon-instans eller sätta upp sin egen. Federeringen mellan servrarna går också att justera, t.ex. kan europeiska instanser filtrera bort asiatiska språk ur flödet för den federerade tidslinjen. Det går även att blockera enskilda instanser i händelse av att det förekommer spam eller olagligt innehåll.
Varje aktör som driver en Mastodon-instans behöver följa en så kallad Mastodon Server Covenant, ett slags serveravtal, för att bli omnämnd på Mastodon-projektets officiella hemsida. Detta kräver bland annat aktiv moderering av innehåll som till exempel är rasistiskt, sexistiskt, homofobiskt, transfobiskt, anti-semitiskt, förtal eller hets mot folkgrupp. Utöver detta krävs dagliga säkerhetskopior, åtminstone två administratörer av Mastodon-instansen som har tillträde i nödsituationer och att uppmärksamma användare på en instans minst 3 månader i förväg innan instansen stängs ned. 
Efter att användaren har valt en instans så går det alltid att ladda ned all användardata, sätta samman två konton från två olika instanser eller flytta till en annan instans om så användaren önskar.

## Historik
Mastodon utvecklades ursprungligen av Eugen Rochko och lanserades 2016.